# Amblyraja taaf
Espèce
Synonymes
- Raja taaf Meisner, 1987[1]

Statut de conservation UICN

 DD  : Données insuffisantes
Amblyraja taaf est une espèce de poisson de l'ordre des Rajiformes.

## Distribution
Cette espèce est endémique de l'océan environnant les Terres australes et antarctiques françaises.

## Étymologie
Son nom spécifique, taaf, reprend les initiales de Terres australes et antarctiques françaises où cette espèce a été découverte.

## Publication originale
- Meissner, 1987 : « Новый вид ската (Rajidae, Batoidei) из Индоокеанского сектора Антарктики. (Une nouvelle espèce de raie (Rajidae, Batoidei) du secteur indien de l'Antarctique) ». Zoologicheskii Zhurnal, vol. 66, n. 12, p. 1840-1849.